# Нојенкирхен (Алтес Ланд)
Нојенкирхен (њем. Neuenkirchen) општина је у њемачкој савезној држави Доња Саксонија. Једно је од 40 општинских средишта округа Штаде. Према процјени из 2010. у општини је живјело 849 становника. Посједује регионалну шифру (AGS) 3359033.

## Географски и демографски подаци
Нојенкирхен се налази у савезној држави Доња Саксонија у округу Штаде. Општина се налази на надморској висини од 10 метара. Површина општине износи 8,0 km². У самом мјесту је, према процјени из 2010. године, живјело 849 становника. Просјечна густина становништва износи 106 становника/km².